# 河合村 (埼玉県)
河合村（かわいむら）は、埼玉県南埼玉郡に存在した村。
1954年（昭和29年）5月3日、岩槻町、新和村、和土村、川通村、柏崎村、慈恩寺村との合併による岩槻町の成立により消滅。

## 地理
- 埼玉県南埼玉地域の西部に位置する。
- 2006年（平成18年）現在におけるさいたま市（岩槻区）北西端にあたる。

河川
- 綾瀬川
- 元荒川

池沼
- 赤坂沼

### 隣接していた自治体
（括弧内は現在の自治体・行政区）
- 北足立郡
  - 春岡村（さいたま市見沼区）
  - 原市町（上尾市）
- 南埼玉郡
  - 岩槻町（さいたま市岩槻区）
  - 慈恩寺村（さいたま市岩槻区）
  - 蓮田町（蓮田市）
  - 黒浜村（蓮田市）

## 歴史
- 1889年（明治22年）4月1日：町村制施行により掛、金重、本宿、箕輪、馬込、川島、平林寺の7箇村新田が合併し、河合村が成立[1]。旧村は河合村の大字となる。村名は、元荒川流域の村々が合併したことにちなむ[1]。
- 1920年（大正9年）：大字川島の一部が南埼玉郡綾瀬村（現・蓮田市）に編入され、南埼玉郡綾瀬村大字蓮田の一部が河合村に編入される[1]。
- 1954年（昭和29年）
  - 5月3日：岩槻町、新和村、和土村、川通村、柏崎村、慈恩寺村と合併し、岩槻町が成立[2][1]。河合村は消滅した。大字は岩槻町へ継承された。
  - 7月1日：岩槻町が市制施行し、岩槻市となる[2]。
- 1956年（昭和31年）1月1日：旧河合村の一部（川島および馬込の一部）が蓮田町に編入される[2]。
- 2005年（平成17年）4月1日：岩槻市がさいたま市に編入合併され、同市岩槻区となる。